# Jbel Hebri
Jbel Hebri es un pico  y a la vez  cono volcánico  de 2092m de altitud en el Atlas Medio, en Marruecos, está al sureste la ciudad de Azrú. El monte es más conocido por los  marroquíes por sus pistas de nieve, donde es posible esquiar y montar en trineo durante el invierno.